# À la recherche du temps perdu (bande dessinée)
Pour les articles homonymes, voir À la recherche du temps perdu (homonymie).
À la recherche du temps perdu est une série de bande dessinée de Stéphane Heuet adaptée du roman éponyme de Marcel Proust. Les nombreux récitatifs de la bande dessinée sont uniquement composés d'extraits du roman choisis par Heuet.

## Réception
Sa réception a été plutôt positive dans la presse généraliste, et plutôt négative dans la presse BD.
La série a généralement été bien reçue par la presse généraliste française et étrangère, du Monde au New York Times, comme un bon moyen d'aborder l'ardu texte proustien. Il y a eu très peu de comptes rendus négatifs, hormis dans Le Figaro qui titra « C'est Proust qu'on assassine ! ». Les spécialistes de Proust ont réservé à la bande dessinée un accueil encore meilleur, Nicolas Dauxin allant jusqu'à écrire qu'Heuet « réenchante le texte proustien ». Certains ont cependant constaté qu'il s'agissait « plutôt d'un livre illustré que d'une bande dessinée ».
Les critiques spécialisés dans la bande dessinée considèrent généralement que cet ouvrage est très mauvais. À la sortie du premier volume, Nicolas Pothier de BoDoï évoque un album « lourd et gauche » au dessin « frisant l'amateurisme ». Pour le Comics Journal, c'est « l'une des adaptations d'un classique les plus plates et dénuées d'imagination », alliant un style « hergéen de troisième zone » à un refus complet des thèmes proustiens majeurs, notamment l'émotion. Sur son blog, Thierry Groensteen a parlé d'un « acharnement [...] désastreux et consternant » au dessin « d'une pauvreté insigne » qui dessert grandement l'œuvre originelle. Il a vécu la lecture de cette série comme un « supplice » et considère son succès comme étant révélateur du peu d'estime qu'ont les milieux littéraires établis pour la bande dessinée, aucun de leurs critiques n'ayant cherché à prendre en compte les qualités esthétiques de l'adaptation. Il regrette enfin que, si le Ministère de l'Éducation nationale admet des bandes dessinées au programme, l'école ne l'appréhende que comme « un auxiliaire pédagogique » et que « La qualité de ces œuvres comme bandes dessinées est une question qui ne sera pas posée. »

## Albums
La série (prévue en 17 volumes) est en cours de publication chez Delcourt. Les entêtes entre parenthèses indiquent (comme sur les couvertures des albums) celui des sept tomes du roman qui est adapté.
1. (Du côté de chez Swann) Combray, 1998.
2. (À l'ombre...) À l'ombre des jeunes filles en fleurs - première partie, 2000.
3. (À l'ombre...) À l'ombre des jeunes filles en fleurs - seconde partie, 2002.
4. (Du côté de chez Swann) Un amour de Swann - première partie, 2006.
5. (Du côté de chez Swann) Un amour de Swann - seconde partie, 2008.
6. (Du côté de chez Swann) Noms de pays : Le nom, 2013.
7. (À l'ombre...) Autour de madame Swann - première partie, 2019.
8. (À l'ombre...) Autour de madame Swann - deuxième partie, 2021.
...

Des intégrales ont commencé de reprendre ces volumes en regroupant les tomes originaux.
1. Du côté de chez Swann - intégrale (volumes 1, 4, 5, 6), 2013.
2. À l'ombre des jeunes filles en fleurs - intégrale (volumes 2, 3, 7, 8), 2021.
...

## Documentation
- Thierry Groensteen (2010a), « l’affaire Heuet (1) : de l’inconscience personnelle à l’aveuglement collectif », sur son blog Neuf et demi, 4 mai 2010.
- Thierry Groensteen (2010b), « l’affaire Heuet (2) : hélas ! », sur son blog Neuf et demi, 7 mai 2010.
- Thierry Groensteen (2010c), « l’affaire heuet (3) : pour en finir avec la bd prétexte », sur son blog Neuf et demi, 10 mai 2010.
- Sjef Houppermans, « À la recherche des images perdues », dans Relief vol. 2, no 3, p. 404.
- (en) Chris Mautner, « Remembrance of Things Past Part Three: Swann in Love », dans The Comics Journal no 293, Fantagraphics, novembre 2008, p. 129.